# NGC 2089
NGC 2089 ist eine elliptische Galaxie  vom Hubble-Typ E/SB0 im Sternbild Hase südlich des Himmelsäquators. Sie ist schätzungsweise 127 Millionen Lichtjahre von der Milchstraße entfernt und hat einen Durchmesser von etwa 75.000 Lj.
Im selben Himmelsareal befindet sich u. a. die Galaxie NGC 2076.
Das Objekt wurde am 6. Februar 1785 von William Herschel entdeckt.